# Кремлівська дієта
Кремлівська дієта (або білкова дієта) — це спрощений аналог дієти Аткінсона (англ. Atkins diet). Суть дієти полягає у максимальній відмові від продуктів які містять вуглеводи. За рахунок нестачі цього елементу живлення, організм починає «з'їдати» свої природні запаси.
Свою назву ця дієта отримала після того як мер Москви Юрій Лужков розповів що схуд саме завдяки цій дієті.
Основу харчування під час цієї дієти складають м'ясні продукти, які майже не містять вуглеводів.

## Принцип дієти
В Кремлівський дієті розроблена бальна система, яка допомагає не перевищувати денну норму вуглеводів необхідну для схуднення. За одиницю вимірювання в цій дієті беруться так звані у.о. (умовні одиниці). Одна у.о. дорівнюється одному граму вуглеводів. Денна норма вуглеводів, необхідна для схуднення, повинна не перевищувати 40 у.о. Також для утримання необхідної ваги не рекомендується вживати більш ніж 60 у.о. на день.
Приклад таблиці з вказанням кількості у.о. на 100 грамів продукту :
| Найменування продукту, 100 гр. | Очки (у.о.)              |
| ------------------------------ | ------------------------ |
| М'ясо відварене                | 0                        |
| Рослинна олія                  | 0                        |
| Майонез                        | 0                        |
| Маргарин                       | 0                        |
| Кава без цукру                 | 0                        |
| Чай без цукру                  | 0                        |
| Яйце, 1 шт.                    | 0,5                      |
| Ковбаса                        | 1                        |
| Шинка                          | 1                        |
| Вино, 250 мл                   | 1                        |
| Віскі, 150 мл                  | 1                        |
| Сир 0,5                        | 2 залежно від сорту      |
| Риба                           | 6                        |
| Помідори, 1 шт.                | 6                        |
| Перець, 1 шт.                  | 9                        |
| Мізки                          | 12                       |
| Суп                            | 12 - 16 залежно від виду |
| Яблука, 1 шт.                  | 18                       |
| Картопля відварена, 1 шт.      | 23                       |
| Мед                            | 24                       |
| Груші, 1 шт.                   | 25                       |
| Чорний хліб                    | 40                       |
| Рис                            | 40                       |
| Макарони                       | 40                       |
| Манна каша                     | 40                       |
| Білий хліб                     | 48                       |
| Торт кремовий                  | 62                       |
| Морозиво вершкове              | 70                       |